# Apis mellifera cypria
Apis mellifera cypria este o subspecie a albinei melifere europene (Apis mellifera), răspândită în insula Cipru.